# Oreoweisia chilensis
Oreoweisia chilensis är en bladmossart som beskrevs av Jean Édouard Gabriel Narcisse Paris 1897. Oreoweisia chilensis ingår i släktet alpmossor, och familjen Dicranaceae. Inga underarter finns listade i Catalogue of Life.